# جون ميتشيل (مغني)
جون ميتشيل (بالإنجليزية: John Mitchell)‏ هو عازف قيثارة ومغني بريطاني، ولد في 21 يونيو 1973.

## وصلات خارجية
- جون ميتشيل على موقع ميوزك برينز (الإنجليزية)
- جون ميتشيل على موقع ميوزك برينز (الإنجليزية)
- جون ميتشيل على موقع أول ميوزيك (الإنجليزية)
- جون ميتشيل على موقع ديسكوغز (الإنجليزية)
- جون ميتشيل على موقع ديسكوغز (الإنجليزية)